# Rodney Begnaud
Rodney Begnaud (ur. 12 października 1970 w Lafayette, Luizjana) – amerykański wrestler i zawodnik mieszanych sztuk walki. Jako wrestler pracował dla takich federacji jak Extreme Championship Wrestling (ECW) i World Wrestling Entertainment (WWE), gdzie występował w brandzie WWE RAW i WWE SmackDown!. Występował pod takimi pseudonimami jak Rodney Mack i Redd Dogg.

## Kariera
Trenując pod okiem Junkyard Doga zadebiutował w wrestlingu w 1998 pod pseudonimem ringowym Redd Dogg walcząc dla federacji niezależnych w stanach południowo-zachodnich USA. W 2000 podpisał kontrakt z federacją Extreme Championship Wrestling, gdzie został członkiem stajni Da Baldies.
W 2002 podpisał kontrakt z World Wrestling Entertainment i został przeniesiony do federacji rozwojowej WWE – Ohio Valley Wrestling (OVW). Debiut w WWE zaliczył w styczniu 2003 na jednym z odcinków WWE SmackDown. Później został przeniesiony do brandu Raw, gdzie występował jako Rodney Mack. W brandzie Raw debiutował atakując D’Lo Browna na Sunday Night Heat, później wszedł w skład squashowego angle’u White Boy Challenge, w którym Afroamerykanie wyzywali na pojedynek białych wrestlerów. Następnie występował w tag teamie z Christopherem Nowinskim. W listopadzie 2003 uległ kontuzji kolana. W lipcu 2004 powrócił do telewizji walcząc solo. Na początku listopada 2004 został zwolniony z WWE wraz ze swoją żoną Jazz i kilkoma innymi zawodnikami.
Na początku 2005 walczył dla federacji niezależnych a niedługo potem wraz ze swoją żoną otworzył niezależną federację wrestlingu Dirtysouth Championship Wrestling w Luizjanie, która na początku 2007 została przemianowana na Downsouth Championship Wrestling. W połowie września 2006 został ponownie zatrudniony w WWE wraz z Martym Jannettym i Bradem Armstrongiem gdzie pod koniec września 2006 zaczął występować na house showach federacji ECW. W drugiej połowie stycznia 2007 został ponownie zwolniony z WWE.
W latach 2007–2008 sporadycznie występował w federacjach niezależnych, a następnie przerwał występy. Powrócił w 2011 do federacji niezależnych – występował m.in. w NWA Oklahoma. W 2018 i 2019 pojawił się w Anarchy Championship Wrestling.

### Tytuły i osiągnięcia
- Allied Independent Wrestling Federations
  - AIWF World Heavyweight Championship (1 raz)
- Allied Independent Wrestling Federations (Teksas)
  - AIWF Southwest Championship (1 raz)
- All American Wrestling (Luizjana)
  - AAW Tag Team Championship (1 raz) – z Heidenreichem
- Elite Championship Wrestling
  - NWA Elite Heavyweight Championship (1 raz)
- Frontier Wrestling Alliance
  - FWA Texas Championship (1 raz)
- Insane Hardcore Wrestling/Iconic Heroes of Wrestling Entertainment
  - IHW Heavyweight Championship (1 raz)
  - IHWE Triple Crown Championship (1 raz)
- Lonestar Championship Wrestling
  - LCW Heavyweight Championship (1 raz)
- NWA Mississippi
  - NWA Mississippi Heavyweight Championship (1 raz)
- NWA Southwest
  - NWA Texas Heavyweight Championship (3 razy)
- NWA Velocity
  - IPCW Heavyweight Championship (1 raz)
- Ohio Valley Wrestling
  - OVW Southern Tag Team Championship (1 raz) – z Sheltonem Benjaminem
- Pro Wrestling Illustrated
  - Sklasyfikowany na 85. miejscu z 500 wrestlerów w rankingu PWI 500 w 2003.
- Southwest Wrestling Entertainment
  - SWE Fury Television Championship (1 raz)
  - SWE Tag Team Championships (1 raz) – z Jaykusem Pliskinem
- Texas Championship Wrestling
  - TCW Heavyweight Championship (1 raz)
- Texas Outlaw Wrestling
  - TOP Southern Heavyweight Championship (1 raz)
- Texas Wrestling Hall of Fame
  - Wprowadzony w 2011 roku
- VooDoo Wrestling
  - VooDoo Championship (1 raz)
- World Class Revolution
  - WCR Tag Team Championships (1 raz) – z Dylem Dempseyem
- World Wrestling Xpress
  - WWX Heavyweight Championship (1 raz)

### Kariera w MMA
W mieszanych sztukach walki zadebiutował w 7 czerwca 2008 w wygranej walce z Joe Namethem. Drugą walkę (przegraną) w formule MMA stoczył po dziesięciu latach od debiutu – w 2018.
| Wygrane | Przegrane | Remisy | KO wygrane | KO przegrane |
| ------- | --------- | ------ | ---------- | ------------ |
| 1       | 1         | 0      | 1          | 0            |

| Wynik     | Przeciwnik     | Rozstrzygnięcie                          | Rozgrywki                               | Data       | Miejsce   | Liczba rund | Czas trwania |
| --------- | -------------- | ---------------------------------------- | --------------------------------------- | ---------- | --------- | ----------- | ------------ |
| Przegrana | Andrew Staples | Poddanie (duszenie trójkątne zza pleców) | Gladiator Promotions – Summer Knockouts | 08.08.2018 | Luizjana  | 1           | 4:38         |
| Wygrana   | Joe Nameth     | TKO                                      | USA MMA – Lafayette vs the World        | 07.06.2008 | Lafayette | 1           | 0:21         |

### Życie osobiste
Jego żoną jest wrestlerka i valet Carlene „Jazz” Moore. Para ma dwie córki – Summer i Skye. Wraz z żoną i Thunder Rosą prowadzi szkołę wrestlingu o nazwie The Dogg Pound.
W lipcu 2016 r. Begnaud został wymieniony jako część pozwu zbiorowego wniesionego przeciwko WWE, w którym wymieniono urazy i obrażenia mózgu podczas występów wrestlerów w federacji, oraz że firma ukrywała przed zawodnikami ryzyko odniesienia kontuzji. Pozew został wytoczony przez adwokata Konstantine’a Kyrosa, który również występował w wielu innych procesach przeciwko WWE. Sędzia okręgowy Vanessa Lynne Bryant oddaliła pozew we wrześniu 2018.